# 持続可能な農業
持続可能な農業（じぞくかのうなのうぎょう、英: Sustainable agriculture〈サステナブル・アグリカルチャー〉）とは、持続可能性を考えた農業のことである。
農業に関する環境問題は、実は多様で深刻なものも多い。例えば、農地を開拓する際に森林などもともとそこにあった自然環境を破壊したり、作物の栽培に必要な水（河川水・湖水・地下水など）を過剰に使用することで水資源の減少を招いたり、農薬により土壌汚染や水質汚染を起こしたりといった問題がある。また、農産物に関係する問題、例えば食糧問題、食料の安全に関する問題などの社会問題などにも間接的に関わっている。
これらの問題を持続可能性の考え方を取り入れて解決していこうとするのが、持続可能な農業である。

## 持続可能な農業に関係する考え方・運動

### 循環型農業
循環型農業とは、農業に用いられる肥料や農薬、農具などを循環利用するものである。畜産や農業、家庭などで出る廃棄物を肥料に利用したり、農業で出るゴミを循環利用したりすることは、持続可能な農業になりうる。

### 有機農業
有機農業は本来、化学肥料や化学農薬を使わない農業であるが、それは自然由来で環境負荷の少ない肥料や農薬を使うことにつながり、持続可能な農業にもなりうる。

### 地産地消・フードマイレージ
遠い海外で生産された農産物よりも近い所で生産された農産物を選ぶことで、エネルギー消費や温室効果ガスを減らすことにつながる考え方。

### その他
品種改良を通して生産力を高めたり、農薬や肥料の必要量を減らしたりする試みもある。

## 農業を取り巻く課題と解決方法
現在、世界の農業を取り巻く課題は多数ある。
- 発展途上国や新興国を中心とした人口の増加（人口爆発）。これにより、食料の需要も爆発的に増加している。

→人口を抑制する必要がある。また、品種改良や転作などにより生産量を増やす必要がある。
- 産業構造の変化や都市化に伴う農業人口の減少や高齢化。一般的にどの国も、もともと全人口の半数以上を占めていた農業人口は、工業化が進展して先進国になると1割以下にまで急減する。ただし、これは人手に頼る作業に道具や機械を導入したり、農薬や肥料を使うこと、あるいは食糧を輸入するなどことで可能になる。また、農業より収入の多い第二次産業や第三次産業に従事する国民の割合が増え、都市化が進行して農村は過疎化し、農業の衰退につながる。
- 農業の高度化による問題。農業に関わるエネルギー（燃料）や資源需要の増加。
- 経済発展に伴う食生活の変化（肉食化、食料需要増加、食品廃棄の増加）。肉は同じ量の野菜や穀物に比べて、飼料（＝他の作物）や水の使用量が数倍多く、飼料需要や水需要の増加につながる。経済発展により食料の不足が解消されると、飽食に伴い食べ残しや廃棄などが増え、農産物の無駄も増える。
- 農業を取り巻く経済的な環境の変化。単価の低い主食などから、高収入の作物への転換。高収入作物が優先されたり、低収入により質の悪い不作に頼らざるを得ない場合、不作のリスクが高い作物になり、その作物の需給が年によって大きく変動して価格の騰落や最悪の場合飢饉を招く場合がある。農業の機械化や燃料高騰などがコストを増やし、農業の収入を減少させることが多い。
- 生産地と消費地の偏り。生産地から消費地までの距離が遠いほど、あるいは輸送手段次第で、エネルギーの消費量が増える。これはコストの増加、品質維持のための薬剤の増加、温室効果ガス排出量の増加をもたらす。先進国や人口密度の高い国、大都市近郊で顕著。

→消費地に近い所で生産される農産物を選ぶよう、消費者の意識を変える必要がある。
- 農地の環境の悪化。過耕作・過放牧・過取水などによる砂漠化。土壌汚染、水質汚染、農業用水の減少。益虫・益獣の減少、害虫・害獣の増加。
- 農地の有限性。農業に適した土地は限られ、作物によって適した環境も異なるため、栽培可能な土地は異なる。畜産においても、生息環境は限られる。農地開発に伴う悪影響も生まれる。森林、特に熱帯雨林は環境に対する価値が高く、耕地や放牧地に転換されると環境負荷が高い。
- バイオエタノールの需要増加。農地が食料生産用から燃料生産用に転換され、食料供給量が減少する。

→食料生産用農地を奪わないバイオ燃料、またはそれ以外の代替燃料を開発する必要がある。
- 農産物、特に食の安全に関わる問題。品質や残留農薬の問題、添加物の問題など。

これらに関連して、以下のようなことも課題として挙げられる。
- 農業政策。農業の振興、収入確保、農業技術の開発普及などの役割を担う。
- 農業に関係する資本。発展途上国を中心に、大企業や主要企業による農具や種子などの独占が悪影響をもたらす例がある。資本を有効に使えば持続可能な農業に利用することも可能。また、有力企業や有力な農業国が、農業に関係する経済環境や政策の足かせとなる例もある。

## 持続可能な農業の形態

### 農業先進国
農業の機械化、無人化、耕地の集積、農業技術の研究開発・普及などが進んで効率化した農業先進国では、技術や資金を活用して農業を持続可能な形に修正していくのが主流である。少数派であるが、自給自足的な農業を実行する動きもある。

### 農業途上国
農業の機械化、無人化、耕地の集積、農業技術の研究開発・普及などが進んでいない農業途上国では、比較的資金力がある新興工業国は技術や資金を活用することができるが、発展途上国や財政難の国ではそれが難しい。食料の不足している国では、安定供給に向けた対策が必要。資金のある先進工業国などが、資金や技術を投じて途上国農業の持続化に寄与しようとする動きもある。燃料や農薬などの増加を招く経済発展や農業の高度化ではなく、現在の農業の形を大きく崩さずに持続化ししようとする試みもある。